# Danh sách đĩa đơn quán quân năm 1941 (Mỹ)
Đây là danh sách đĩa đơn đứng đầu của Hoa Kỳ trong năm 1941, được xuất bản trong tạp chí âm nhạc Billboard. Trước khi bảng liệt kê Hot 100 được phát hành chính thức vào tháng 8/1958, bảng xếp hạng Billboard đưa ra các đánh giá khác nhau vào mỗi tuần. Năm 1941, có ba loại bảng xếp hạng:
1. Bán chạy nhất (Bestseller) - Bảng xếp hạng các đĩa đơn bán chạy nhất tại các đại lý bán lẻ, dựa trên thông tin cung cấp bởi các cửa hàng được khảo sát trên toàn Hoa Kỳ.
2. Phát trên làn sóng phát thanh (được các DJ sử dụng nhiều nhất) - Bảng xếp hạng các bài hát được phát thanh trên hầu hết các đài phát thanh Hoa Kỳ, dựa trên thông tin cung cấp bởi các DJ và các đài phát thanh.
3. Jukebox (được các máy phát nhạc tự động Jukebox mở nhiều nhất[1]) - Bảng xếp hạng các bài được chơi nhiều nhất bằng máy jukeboxe trên toàn nước Mỹ.

Dưới đây là các bài hát đứng đầu bảng xếp hạng Bán chạy nhất:
| Ngày phát hành | Bài hát                             | Nghệ sĩ       | Nguồn |
| -------------- | ----------------------------------- | ------------- | ----- |
| 4 tháng 1      | "Frenesi"                           | Artie Shaw    |       |
| 11 tháng 1     | "Frenesi"                           | Artie Shaw    |       |
| 18 tháng 1     | "Frenesi"                           | Artie Shaw    |       |
| 25 tháng 1     | "Frenesi"                           | Artie Shaw    |       |
| 1 tháng 2      | "Frenesi"                           | Artie Shaw    |       |
| 8 tháng 2      | "Frenesi"                           | Artie Shaw    |       |
| 15 tháng 2     | "Frenesi"                           | Artie Shaw    |       |
| 22 tháng 2     | "Frenesi"                           | Artie Shaw    |       |
| 1 tháng 3      | "Frenesi"                           | Artie Shaw    |       |
| 8 tháng 3      | "Frenesi"                           | Artie Shaw    |       |
| 15 tháng 3     | "Song of the Volga Boatmen"         | Glenn Miller  |       |
| 22 tháng 3     | "Frenesi"                           | Artie Shaw    |       |
| 29 tháng 3     | "Amapola (Pretty Little Poppy)"     | Jimmy Dorsey  |       |
| 5 tháng 4      | "Amapola (Pretty Little Poppy)"     | Jimmy Dorsey  |       |
| 12 tháng 4     | "Amapola (Pretty Little Poppy)"     | Jimmy Dorsey  |       |
| 19 tháng 4     | "Amapola (Pretty Little Poppy)"     | Jimmy Dorsey  |       |
| 26 tháng 4     | "Amapola (Pretty Little Poppy)"     | Jimmy Dorsey  |       |
| 3 tháng 5      | "Amapola (Pretty Little Poppy)"     | Jimmy Dorsey  |       |
| 10 tháng 5     | "Amapola (Pretty Little Poppy)"     | Jimmy Dorsey  |       |
| 17 tháng 5     | "Amapola (Pretty Little Poppy)"     | Jimmy Dorsey  |       |
| 24 tháng 5     | "Amapola (Pretty Little Poppy)"     | Jimmy Dorsey  |       |
| 31 tháng 5     | "Amapola (Pretty Little Poppy)"     | Jimmy Dorsey  |       |
| 7 tháng 6      | "My Sister and I"                   | Jimmy Dorsey  |       |
| 14 tháng 6     | "Maria Elena"                       | Jimmy Dorsey  |       |
| 21 tháng 6     | "Daddy"                             | Sammy Kaye    |       |
| 28 tháng 6     | "My Sister and I"                   | Jimmy Dorsey  |       |
| 5 tháng 7      | "Maria Elena"                       | Jimmy Dorsey  |       |
| 12 tháng 7     | "Daddy"                             | Sammy Kaye    |       |
| 19 tháng 7     | "Daddy"                             | Sammy Kaye    |       |
| 26 tháng 7     | "Daddy"                             | Sammy Kaye    |       |
| 2 tháng 8      | "Daddy"                             | Sammy Kaye    |       |
| 9 tháng 8      | "Daddy"                             | Sammy Kaye    |       |
| 16 tháng 8     | "Daddy"                             | Sammy Kaye    |       |
| 23 tháng 8     | "Daddy"                             | Sammy Kaye    |       |
| 30 tháng 8     | "Green Eyes (Aquellos Ojos Verdes)" | Jimmy Dorsey  |       |
| 6 tháng 9      | "Green Eyes (Aquellos Ojos Verdes)" | Jimmy Dorsey  |       |
| 13 tháng 9     | "Green Eyes (Aquellos Ojos Verdes)" | Jimmy Dorsey  |       |
| 20 tháng 9     | "Green Eyes (Aquellos Ojos Verdes)" | Jimmy Dorsey  |       |
| 27 tháng 9     | "Blue Champagne"                    | Jimmy Dorsey  |       |
| 4 tháng 10     | "Piano Concerto in B Flat"          | Freddy Martin |       |
| 11 tháng 10    | "Piano Concerto in B Flat"          | Freddy Martin |       |
| 18 tháng 10    | "Piano Concerto in B Flat"          | Freddy Martin |       |
| 25 tháng 10    | "Piano Concerto in B Flat"          | Freddy Martin |       |
| 1 tháng 11     | "Piano Concerto in B Flat"          | Freddy Martin |       |
| 8 tháng 11     | "Piano Concerto in B Flat"          | Freddy Martin |       |
| 15 tháng 11    | "Piano Concerto in B Flat"          | Freddy Martin |       |
| 22 tháng 11    | "Piano Concerto in B Flat"          | Freddy Martin |       |
| 29 tháng 11    | "Chattanooga Choo Choo"             | Glenn Miller  |       |
| 6 tháng 12     | "Chattanooga Choo Choo"             | Glenn Miller  |       |
| 13 tháng 12    | "Chattanooga Choo Choo"             | Glenn Miller  |       |
| 20 tháng 12    | "Elmer's Tune"                      | Glenn Miller  |       |
| 27 tháng 12    | "Chattanooga Choo Choo"             | Glenn Miller  |       |